# 长寿逃逸速度
在长寿运动相关理论中，长寿逃逸速度（也被称为长寿逃脱速度）是一种有关预期寿命的假说，该假说认为以后人类延续生命的速度可能要快于衰老的速度。例如，在一年内，如果延续生命的科技的成果能延续人类两年的寿命，那么就可以说达到了长寿逃逸速度。
事实上，随着医学技术的发展，人类的预期寿命每年都会稍稍增加。但目前，預期壽命增加一年往往需要進行一年以上的研究。长寿逃逸速度不仅要求逆转这一形式，更要求其能稳定保持逆转后的速度。
这一概念最早由瑪土撒拉基金會的合伙人之一，大卫·戈贝尔提出，并被老人學家奥布里·德格雷和未来学家雷·库茨魏尔所提倡
。这两人声称，通过对科学和医学施加动力，将研究重点放在探索衰老 (生物学)上，即使收益不会立即显现，将来也将挽救更多的生命。